# Il superpoliziotto del supermercato
Il superpoliziotto del supermercato (Paul Blart: Mall Cop) è un film del 2009 diretto da Steve Carr.

## Trama
Paul Blart vive con la madre e la figlia Maya una quotidianità priva di scosse. La sua stazza e i suoi problemi con la glicemia non gli impediscono d'essere una scrupolosa e professionale guardia di sorveglianza presso un grande centro commerciale, anche se la sua più grande aspirazione è quella di diventare un poliziotto: aveva infatti superato a pieni voti l'esame teorico e stava per superare anche quello pratico se non fosse che la sua glicemia l'avesse abbandonato proprio in quel giorno.
Un giorno si accorge della presenza di una graziosa negoziante, Amy, che non aveva mai notato prima. Paul fa di tutto per piacerle ma non ottiene grandi risultati: lei lo respinge con gentilezza e dolcezza ma fermamente, finché un giorno una banda di pericolosi delinquenti assale il centro commerciale e prende in ostaggio, tra gli altri, proprio Amy. Paul potrebbe fuggire ma decide di rimanere per liberarla.

## Produzione
Il film ha cominciato le riprese alla fine di febbraio 2008 a Boston. Le riprese principali hanno avuto luogo al Mall Burlington in Burlington, Massachusetts, dopo che era stato negato un permesso dal Willowbrook Mall di Wayne, nel New Jersey. Da fine febbraio a metà aprile, il centro commerciale e i suoi negozi sono stati decorati con addobbi natalizi. Le riprese negli interni si sono svolte prevalentemente di notte.

## Distribuzione
Il film è uscito il 16 gennaio 2009 nelle sale statunitensi.

## Incassi
Il film ha incassato $ 183.293.131 al botteghino internazionale, contro un modesto budget di $ 26 milioni.

## Sequel
Nel 2015 viene distribuito nelle sale un sequel intitolato Il superpoliziotto del supermercato 2.